# USS Belleau Wood (CVL-24)
O USS Belleau Wood (CVL-24) foi um porta-aviões da Marinha dos Estados Unidos, pertencente a Classe Independence.
O navio serviu na Marinha da França entre 23 de dezembro de 1953 e 12 de dezembro de 1960, com o nome de Bois Belleau.